# سد حدیثه
سد حدیثه (عربی: سد حديثة) یک سد در استان انبار، عراق است.
این سد که در نزدیکی شهر حدیثه قرار دارد در سال ۱۹۷۷ شروع به ساخت و در سال ۱۹۸۷ افتتاح شده است، سد حدیثه دارای ۸٫۳ کیلومتر مکعب گنجایش، ۵۷ متر عرض و ۹٬۰۶۴ متر طول می‌باشد.

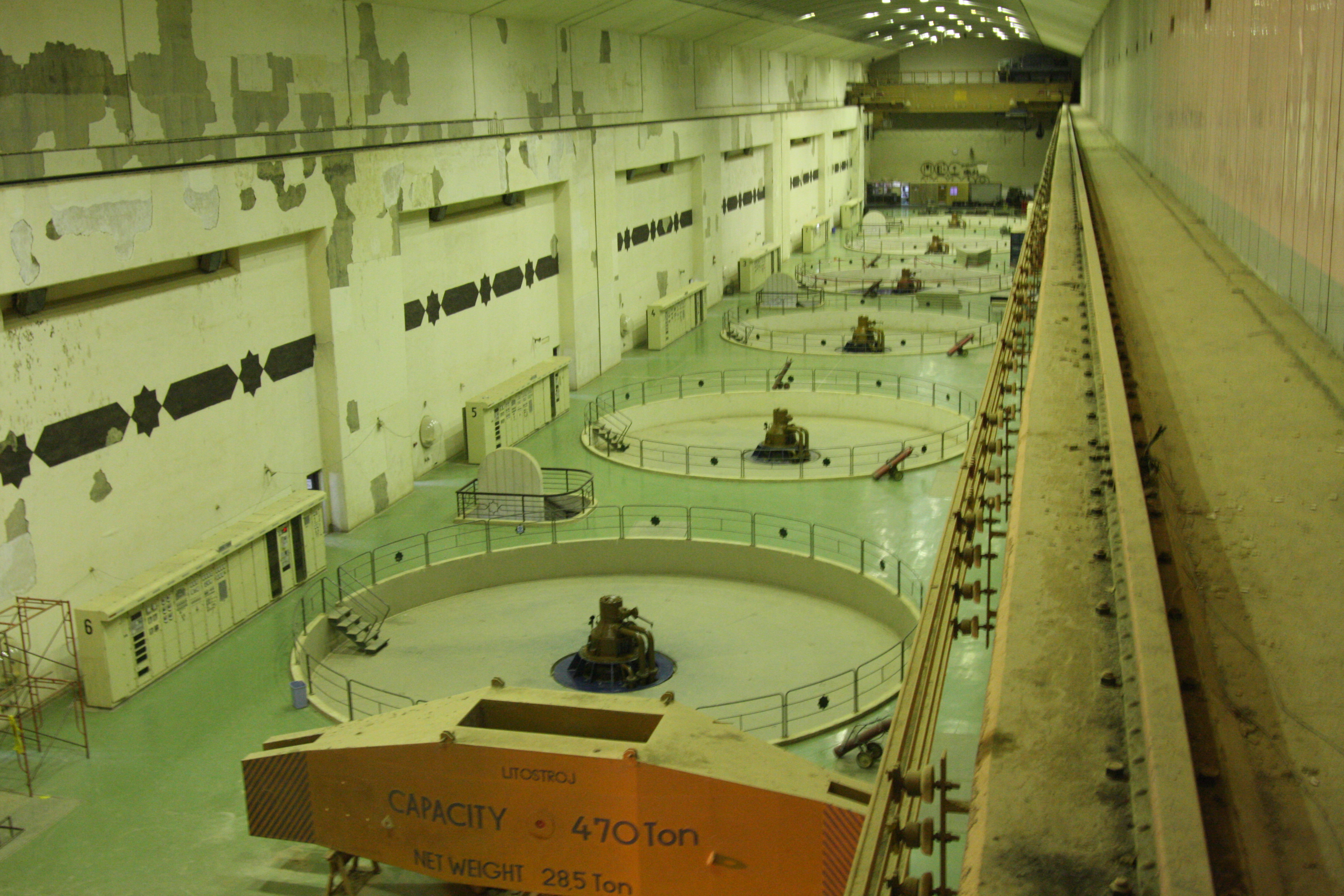
توربین‌های سد حدیثه